# Региональный совет (Израиль)
Региональный совет (ивр. מועצה אזורית‎, моаца азорит) — одна из трех форм местного самоуправления в Израиле. Двумя другими формами местного самоуправления являются город и местный совет.
Региональными советами в Израиле являются органы местной власти, управляющие несколькими сельскими населёнными пунктами, находящимися в относительной близости друг от друга. Каждый населённый пункт, число жителей которого не превышает 2000 человек, управляется местным комитетом, который посылает своего представителя в региональный совет.
Большинству региональных советов присваивается название региона, в котором они расположены. Исключениями являются региональные советы, названные именами людей в честь исторических личностей Израиля, например региональный совет Эшколь или региональный совет Бренер.
Всего в Израиле насчитывается 54 региональных совета.

## Список региональных советов
| #  | Название            |
| -- | ------------------- |
| 1  | Бренер              |
| 2  | Ган-Раве            |
| 3  | Гдерот              |
| 4  | Гезер               |
| 5  | Дром-ха-Шарон       |
| 6  | Лев-ха-Шарон        |
| 7  | Нахаль-Сорек        |
| 8  | Хевель-Модиин       |
| 9  | Хевель-Явне         |
| 10 | Хоф-ха-Шарон        |
| 11 | Сдот-Дан            |
| 12 | Эмек-Хефер          |
| 13 | Алона               |
| 14 | Звулун              |
| 15 | Менаше              |
| 16 | Хоф-ха-Кармель      |
| 17 | Мате-Йехуда         |
| 18 | Аль-Батуф           |
| 19 | Бустан-аль-Мардж    |
| 20 | Ха-Галиль-ха-Элион  |
| 21 | Гильбоа             |
| 22 | Голан               |
| 23 | Маале-Йосеф         |
| 24 | Мате-Ашер           |
| 25 | Мевоот-ха-Хермон    |
| 26 | Мегиддо             |
| 27 | Мером-ха-Галиль     |
| 28 | Мисгав              |
| 29 | Ха-Галиль-ха-Тахтон |
| 30 | Эмек-Изреэль        |
| 31 | Эмек-ха-Мааянот     |
| 32 | Эмек-ха-Ярден       |
| 33 | Аль-Касум           |
| 34 | Беэр-Товия          |
| 35 | Бней-Шимон          |
| 36 | Йоав                |
| 37 | Лахиш               |
| 38 | Мерхавим            |
| 39 | Неве-Мидбар         |
| 40 | Рамат-ха-Негев      |
| 41 | Сдот-Негев          |
| 42 | Тамар               |
| 43 | Ха-Арава-ха-Тихона  |
| 44 | Хевель-Эйлот        |
| 45 | Хоф-Ашкелон         |
| 46 | Шаар-ха-Негев       |
| 47 | Шафир               |
| 48 | Эшколь              |
| 49 | Гуш-Эцион           |
| 50 | Хар-Хеврон          |
| 51 | Мате-Биньямин       |
| 52 | Мегилот-Ям-ха-Мелах |
| 53 | Шомрон              |
| 54 | Арвот-ха-Ярден      |

### Бывшие региональные советы
- Хоф Аза (Гуш-Катиф)